# ذا أوبريتف: نو وان ليفز فورإيفر
ذا أوبريتف: نو وان ليفز فورإيفر (بالإنجليزية: The Operative: No One Lives Forever)‏ هي لعبة تصويب منظور الشخص الأول من تطوير شركة مونولث برودكشنز ونشر شركة فوكس إنتراكتيف، صدرت في عام 2000 على نظام مايكروسوفت ويندوز.

## روابط خارجية
ذا أوبريتف: نو وان ليفز فورإيفر على موقع IMDb (الإنجليزية)